# Liste der Nummer-eins-Hits in Schweden (2018)
Dies ist eine Liste der Nummer-eins-Hits in Schweden im Jahr 2018. Sie basiert auf den offiziellen Single Top 100 und Album Top 60, die im Auftrag der Grammofon Leverantörernas Förening (GLF), einem schwedischen Vertreter der IFPI, erstellt werden.

## Singles
| ← 2017 ← | Liste der Nummer-eins-Hits in Schweden | Liste der Nummer-eins-Hits in Schweden | Liste der Nummer-eins-Hits in Schweden | 2019 → |
| \| Zeitraum \| Wo. ges. \| Interpret \| Titel Autor(en) \| Zusätzliche Informationen \| \| (Zeitraum, Wochen auf Platz eins, Interpret, Titel, Autor[en], zusätzliche Informationen) \| \| \| \| \| \| ----------------------------------------------------------------------------------------- \| -------- \| ------------------------------- \| ----------------------------------------------------------------------------------------------------------------------------------------------------------------------------------- \| ------------------------------------------------------------------------------------------------------------------------------------------------------------------------------------------- \| \| 29. Dezember 2017 – 4. Januar 2018 1 Woche (insgesamt 17) \| 17 \| Wham! \| Last Christmas George Michael \| – \| \| 5. Januar 2018 – 1. Februar 2018 4 Wochen (insgesamt 6) \| 6 \| Ed Sheeran & Beyoncé \| Perfect Duet Ed Sheeran, Beyoncé \| – \| \| 2. Februar 2018 – 1. März 2018 4 Wochen \| 4 \| Drake \| God’s Plan Aubrey Graham, Ronald LaTour, Daveon Jackson, Matthew Samuels, Noah Shebib \| – \| \| 2. März 2018 – 8. März 2018 1 Woche \| 1 \| Post Malone feat. Ty Dolla Sign \| Psycho Austin Post, Tyrone Griffin Jr, Louis Bell \| – \| \| 9. März 2018 – 5. April 2018 4 Wochen \| 4 \| Felix Sandman \| Every Single Day Jake Torrey, Tony Ferrari, Felix Sandman, Parker James Nornes, Noah Conrad \| Teilnehmer des Melodifestivalen 2018 \| \| 6. April 2018 – 26. April 2018 3 Wochen \| 3 \| Hov1 \| Hon dansar vidare i livet Dante Lindhe, Noel Flike, Ludwig Kronstrand \| – \| \| 27. April 2018 – 10. Mai 2018 2 Wochen (insgesamt 7) \| 7 \| Avicii feat. Sandro Cavazza \| Without You Carl Falk, Salem Al Fakir, Tim Bergling, Vincent Pontare, Dhani Lennevald, Alessandro Cavazza \| Nach dem Tod von Avicii stieg das Lied von Position 60 erneut auf 1. Die ersten sieben Titel der Liste waren Lieder von Avicii, insgesamt platzierten sich 26 seiner Lieder in den Top 100. \| \| 11. Mai 2018 – 24. Mai 2018 2 Wochen \| 2 \| Post Malone \| Better Now Post Malone, Louis Bell, Frank Dukes, Billy Walsh \| – \| \| 25. Mai 2018 – 5. Juli 2018 6 Wochen \| 6 \| Norlie & KKV & Estrad \| Mer för varandra Amr Badr, Sandro Cavazza, Sonny Fahlberg, Felix Kie Dietrich Flygare Floderer, Louise Irene Viktoria Lennartsson, Carl Wilhelm Anton Silvergran, Kim Kent Vadenhag \| – \| \| 6. Juli 2018 – 19. Juli 2018 2 Wochen \| 2 \| Drake feat. Michael Jackson \| Don’t Matter to Me Aubrey Graham, Michael Jackson, Paul Anka, Noah Shebib, Paul Jefferies, Nana Rogues, Negin Djafari \| – \| \| 20. Juli 2018 – 26. Juli 2018 1 Woche (insgesamt 2) \| 2 \| Drake \| In My Feelings Aubrey Graham, Benny Workman, Darius Harrison, Stephen Garrett, James Scheffer, Rex Zamor, Dwayne Carter, Renetta Lowe-Bridgewater, Orville Hall, Phillip Price \| – \| \| 27. Juli 2018 – 2. August 2018 1 Woche \| 1 \| Hov1 \| Still – Recorded at Spotify Studios \| – \| \| 3. August 2018 – 9. August 2018 1 Woche (insgesamt 2) \| 2 \| Drake \| In My Feelings Aubrey Graham, Benny Workman, Darius Harrison, Stephen Garrett, James Scheffer, Rex Zamor, Dwayne Carter, Renetta Lowe-Bridgewater, Orville Hall, Phillip Price \| – \| \| 10. August 2018 – 30. August 2018 3 Wochen (insgesamt 5) \| 5 \| Dynoro & Gigi D’Agostino \| In My Mind Diego Leoni, Paolo Sandrini, Ivan Gough, Aden Forte, Joshua Soon, Georgina Kingsley, Luigino Di Agostino, Carlo Montagnèr \| – \| \| 31. August 2018 – 6. September 2018 1 Woche \| 1 \| Hov1 \| Auf Wiedersehen Ludwig Kronstrand, Dante Lindhe, Noel Flike \| – \| \| 7. September 2018 – 20. September 2018 2 Wochen (insgesamt 5) \| 5 \| Dynoro & Gigi D’Agostino \| In My Mind Diego Leoni, Paolo Sandrini, Ivan Gough, Aden Forte, Joshua Soon, Georgina Kingsley, Luigino Di Agostino, Carlo Montagnèr \| – \| \| 21. September 2018 – 27. September 2018 1 Woche \| 1 \| Kanye West & Lil Pump \| I Love It Kanye Omari West, Gazzy Garcia, Smokepurpp \| – \| \| 28. September 2018 – 4. Oktober 2018 1 Woche \| 1 \| Lil Peep & XXXTentacion \| Falling Down Gustav Åhr, Makonnen Sheran, Jahseh Onfroy \| – \| \| 5. Oktober 2018 – 1. November 2018 4 Wochen \| 4 \| Ava Max \| Sweet but Psycho Ava Max, Andreas Andersen Haukeland, Madison Love, Henry Walter \| – \| \| 2. November 2018 – 6. Dezember 2018 5 Wochen (insgesamt 8) \| 8 \| Lady Gaga & Bradley Cooper \| Shallow Lady Gaga, Andrew Wyatt, Anthony Rossomando, Mark Ronson \| – \| \| 7. Dezember 2018 – 27. Dezember 2018 3 Wochen (insgesamt 10) \| 10 \| Mariah Carey \| All I Want for Christmas Is You Walter N. Afanasieff, Mariah Carey \| – \| \| 28. Dezember 2018 – 3. Januar 2019 1 Woche (insgesamt 17) \| 17 \| Wham! \| Last Christmas George Michael \| Seit 2006 kehrt das Lied jedes Jahr zu Weihnachten in die Charts zurück, im zweiten Jahr in Folge ist es sogar der Weihnachts-Nummer-eins-Hit. \| |                                        |                                        | | |
| ← 2017 |                                        |                                        | | → 2019 → |
| Zeitraum | Wo. ges.                               | Interpret                              | Titel Autor(en) | Zusätzliche Informationen |
| (Zeitraum, Wochen auf Platz eins, Interpret, Titel, Autor[en], zusätzliche Informationen) |                                        |                                        | | |
| 29. Dezember 2017 – 4. Januar 2018 1 Woche (insgesamt 17) | 17                                     | Wham!                                  | Last Christmas George Michael | – |
| 5. Januar 2018 – 1. Februar 2018 4 Wochen (insgesamt 6) | 6                                      | Ed Sheeran & Beyoncé                   | Perfect Duet Ed Sheeran, Beyoncé | – |
| 2. Februar 2018 – 1. März 2018 4 Wochen | 4                                      | Drake                                  | God’s Plan Aubrey Graham, Ronald LaTour, Daveon Jackson, Matthew Samuels, Noah Shebib                                                                                               | – |
| 2. März 2018 – 8. März 2018 1 Woche | 1                                      | Post Malone feat. Ty Dolla Sign        | Psycho Austin Post, Tyrone Griffin Jr, Louis Bell | – |
| 9. März 2018 – 5. April 2018 4 Wochen | 4                                      | Felix Sandman                          | Every Single Day Jake Torrey, Tony Ferrari, Felix Sandman, Parker James Nornes, Noah Conrad                                                                                         | Teilnehmer des Melodifestivalen 2018 |
| 6. April 2018 – 26. April 2018 3 Wochen | 3                                      | Hov1                                   | Hon dansar vidare i livet Dante Lindhe, Noel Flike, Ludwig Kronstrand | – |
| 27. April 2018 – 10. Mai 2018 2 Wochen (insgesamt 7) | 7                                      | Avicii feat. Sandro Cavazza            | Without You Carl Falk, Salem Al Fakir, Tim Bergling, Vincent Pontare, Dhani Lennevald, Alessandro Cavazza                                                                           | Nach dem Tod von Avicii stieg das Lied von Position 60 erneut auf 1. Die ersten sieben Titel der Liste waren Lieder von Avicii, insgesamt platzierten sich 26 seiner Lieder in den Top 100. |
| 11. Mai 2018 – 24. Mai 2018 2 Wochen | 2                                      | Post Malone                            | Better Now Post Malone, Louis Bell, Frank Dukes, Billy Walsh | – |
| 25. Mai 2018 – 5. Juli 2018 6 Wochen | 6                                      | Norlie & KKV & Estrad                  | Mer för varandra Amr Badr, Sandro Cavazza, Sonny Fahlberg, Felix Kie Dietrich Flygare Floderer, Louise Irene Viktoria Lennartsson, Carl Wilhelm Anton Silvergran, Kim Kent Vadenhag | – |
| 6. Juli 2018 – 19. Juli 2018 2 Wochen | 2                                      | Drake feat. Michael Jackson            | Don’t Matter to Me Aubrey Graham, Michael Jackson, Paul Anka, Noah Shebib, Paul Jefferies, Nana Rogues, Negin Djafari                                                               | – |
| 20. Juli 2018 – 26. Juli 2018 1 Woche (insgesamt 2) | 2                                      | Drake                                  | In My Feelings Aubrey Graham, Benny Workman, Darius Harrison, Stephen Garrett, James Scheffer, Rex Zamor, Dwayne Carter, Renetta Lowe-Bridgewater, Orville Hall, Phillip Price      | – |
| 27. Juli 2018 – 2. August 2018 1 Woche | 1                                      | Hov1                                   | Still – Recorded at Spotify Studios | – |
| 3. August 2018 – 9. August 2018 1 Woche (insgesamt 2) | 2                                      | Drake                                  | In My Feelings Aubrey Graham, Benny Workman, Darius Harrison, Stephen Garrett, James Scheffer, Rex Zamor, Dwayne Carter, Renetta Lowe-Bridgewater, Orville Hall, Phillip Price      | – |
| 10. August 2018 – 30. August 2018 3 Wochen (insgesamt 5) | 5                                      | Dynoro & Gigi D’Agostino               | In My Mind Diego Leoni, Paolo Sandrini, Ivan Gough, Aden Forte, Joshua Soon, Georgina Kingsley, Luigino Di Agostino, Carlo Montagnèr                                                | – |
| 31. August 2018 – 6. September 2018 1 Woche | 1                                      | Hov1                                   | Auf Wiedersehen Ludwig Kronstrand, Dante Lindhe, Noel Flike | – |
| 7. September 2018 – 20. September 2018 2 Wochen (insgesamt 5) | 5                                      | Dynoro & Gigi D’Agostino               | In My Mind Diego Leoni, Paolo Sandrini, Ivan Gough, Aden Forte, Joshua Soon, Georgina Kingsley, Luigino Di Agostino, Carlo Montagnèr                                                | – |
| 21. September 2018 – 27. September 2018 1 Woche | 1                                      | Kanye West & Lil Pump                  | I Love It Kanye Omari West, Gazzy Garcia, Smokepurpp | – |
| 28. September 2018 – 4. Oktober 2018 1 Woche | 1                                      | Lil Peep & XXXTentacion                | Falling Down Gustav Åhr, Makonnen Sheran, Jahseh Onfroy | – |
| 5. Oktober 2018 – 1. November 2018 4 Wochen | 4                                      | Ava Max                                | Sweet but Psycho Ava Max, Andreas Andersen Haukeland, Madison Love, Henry Walter | – |
| 2. November 2018 – 6. Dezember 2018 5 Wochen (insgesamt 8) | 8                                      | Lady Gaga & Bradley Cooper             | Shallow Lady Gaga, Andrew Wyatt, Anthony Rossomando, Mark Ronson | – |
| 7. Dezember 2018 – 27. Dezember 2018 3 Wochen (insgesamt 10) | 10                                     | Mariah Carey                           | All I Want for Christmas Is You Walter N. Afanasieff, Mariah Carey | – |
| 28. Dezember 2018 – 3. Januar 2019 1 Woche (insgesamt 17) | 17                                     | Wham!                                  | Last Christmas George Michael | Seit 2006 kehrt das Lied jedes Jahr zu Weihnachten in die Charts zurück, im zweiten Jahr in Folge ist es sogar der Weihnachts-Nummer-eins-Hit.                                              |

## Alben
| ← 2017 ← | Liste der Nummer-eins-Hits in Schweden | Liste der Nummer-eins-Hits in Schweden | Liste der Nummer-eins-Hits in Schweden | 2019 → |
| \| Zeitraum \| Wo. ges. \| Interpret \| Titel \| Zusätzliche Informationen \| \| (Zeitraum, Wochen auf Platz eins, Interpret, Titel, zusätzliche Informationen) \| \| \| \| \| \| ------------------------------------------------------------------------------ \| -------- \| ----------------- \| --------------------- \| ------------------------------------------------------------------------------------------------------------------------------------------------------------------------------ \| \| 29. Dezember 2017 – 4. Januar 2018 1 Woche (insgesamt 2) \| 2 \| Lasse Stefanz \| Country Winter Party \| – \| \| 5. Januar 2018 – 18. Januar 2018 2 Wochen (insgesamt 10) \| 10 \| Ed Sheeran \| ÷ \| – \| \| 19. Januar 2018 – 25. Januar 2018 1 Woche \| 1 \| Camila Cabello \| Camila \| – \| \| 26. Januar 2018 – 15. Februar 2018 3 Wochen \| 3 \| First Aid Kit \| Ruins \| – \| \| 16. Februar 2018 – 1. März 2018 2 Wochen \| 2 \| Sarah Klang \| Love in the Milky Way \| – \| \| 2. März 2018 – 8. März 2018 1 Woche (insgesamt 10) \| 10 \| Ed Sheeran \| ÷ \| – \| \| 9. März 2018 – 15. März 2018 1 Woche \| 1 \| Z.E \| Min penna blöder \| – \| \| 16. März 2018 – 22. März 2018 1 Woche \| 1 \| Judas Priest \| Firepower \| – \| \| 23. März 2018 – 5. April 2018 2 Wochen (insgesamt 3) \| 3 \| XXXTentacion \| ? \| – \| \| 6. April 2018 – 12. April 2018 1 Woche \| 1 \| The Weeknd \| My Dear Melancholy, \| – \| \| 13. April 2018 – 26. April 2018 2 Wochen (insgesamt 9) \| 9 \| Hov1 \| Gudarna på Västerbron \| – \| \| 27. April 2018 – 3. Mai 2018 1 Woche (insgesamt 11) \| 11 \| Avicii \| AVĪCI (01) \| Nach dem Tod des Künstlers stieg die EP von Platz 10 erneut auf 1. Die Plätze 2 und 3 belegten seine beiden Studioalben. \| \| 4. Mai 2018 – 31. Mai 2018 4 Wochen \| 4 \| Post Malone \| Beerbongs & Bentleys \| – \| \| 1. Juni 2018 – 7. Juni 2018 1 Woche \| 1 \| Graveyard \| Peace \| – \| \| 8. Juni 2018 – 14. Juni 2018 1 Woche \| 1 \| Ghost \| Prequelle \| Für die Metal-Band ist Prequelle bereits das dritte Nummer-eins-Album in Folge. \| \| 15. Juni 2018 – 28. Juni 2018 2 Wochen (insgesamt 9) \| 9 \| Hov1 \| Gudarna på Västerbron \| – \| \| 29. Juni 2018 – 5. Juli 2018 1 Woche (insgesamt 3) \| 3 \| XXXTentacion \| ? \| – \| \| 6. Juli 2018 – 19. Juli 2018 2 Wochen \| 2 \| Lasse Stefanz \| Forever \| – \| \| 20. Juli 2018 – 26. Juli 2018 1 Woche \| 1 \| Drake \| Scorpion \| – \| \| 27. Juli 2018 – 9. August 2018 2 Wochen (insgesamt 9) \| 9 \| Hov1 \| Gudarna på Västerbron \| – \| \| 10. August 2018 – 16. August 2018 1 Woche \| 1 \| Travis Scott \| Astroworld \| – \| \| 17. August 2018 – 23. August 2018 1 Woche (insgesamt 9) \| 9 \| Hov1 \| Gudarna på Västerbron \| – \| \| 24. August 2018 – 30. August 2018 1 Woche \| 1 \| Ariana Grande \| Sweetener \| – \| \| 31. August 2018 – 6. September 2018 1 Woche (insgesamt 9) \| 9 \| Hov1 \| Gudarna på Västerbron \| – \| \| 7. September 2018 – 4. Oktober 2018 4 Wochen \| 4 \| Eminem \| Kamikaze \| – \| \| 5. Oktober 2018 – 25. Oktober 2018 3 Wochen \| 3 \| Benjamin Ingrosso \| Identification \| – \| \| 26. Oktober 2018 – 1. November 2018 1 Woche (insgesamt 9) \| 9 \| Hov1 \| Gudarna på Västerbron \| – \| \| 2. November 2018 – 15. November 2018 2 Wochen \| 2 \| Robyn \| Honey \| – \| \| 16. November 2018 – 22. November 2018 1 Woche \| 1 \| The Beatles \| The Beatles \| – \| \| 23. November 2018 – 29. November 2018 1 Woche \| 1 \| Mumford & Sons \| Delta \| – \| \| 30. November 2018 – 13. Dezember 2018 2 Wochen (insgesamt 3) \| 3 \| Z.E \| Sverige vet \| – \| \| 14. Dezember 2018 – 20. Dezember 2018 1 Woche \| 1 \| XXXTentacion \| Skins \| – \| \| 21. Dezember 2018 – 27. Dezember 2018 1 Woche \| 1 \| Håkan Hellström \| Illusioner \| – \| \| 28. Dezember 2018 – 3. Januar 2019 1 Woche (insgesamt 6) \| 6 \| Michael Bublé \| Christmas \| 2011 stand das Album erstmals auf Platz 1 und war danach jedes Jahr im Dezember wieder in den Top 10. In diesem Jahr fügt der Kanadier eine weitere Woche an der Spitze hinzu. \| |                                        |                                        |                                        | |
| ← 2017 |                                        |                                        |                                        | → 2019 → |
| Zeitraum | Wo. ges.                               | Interpret                              | Titel                                  | Zusätzliche Informationen |
| (Zeitraum, Wochen auf Platz eins, Interpret, Titel, zusätzliche Informationen) |                                        |                                        |                                        | |
| 29. Dezember 2017 – 4. Januar 2018 1 Woche (insgesamt 2) | 2                                      | Lasse Stefanz                          | Country Winter Party                   | – |
| 5. Januar 2018 – 18. Januar 2018 2 Wochen (insgesamt 10) | 10                                     | Ed Sheeran                             | ÷                                      | – |
| 19. Januar 2018 – 25. Januar 2018 1 Woche | 1                                      | Camila Cabello                         | Camila                                 | – |
| 26. Januar 2018 – 15. Februar 2018 3 Wochen | 3                                      | First Aid Kit                          | Ruins                                  | – |
| 16. Februar 2018 – 1. März 2018 2 Wochen | 2                                      | Sarah Klang                            | Love in the Milky Way                  | – |
| 2. März 2018 – 8. März 2018 1 Woche (insgesamt 10) | 10                                     | Ed Sheeran                             | ÷                                      | – |
| 9. März 2018 – 15. März 2018 1 Woche | 1                                      | Z.E                                    | Min penna blöder                       | – |
| 16. März 2018 – 22. März 2018 1 Woche | 1                                      | Judas Priest                           | Firepower                              | – |
| 23. März 2018 – 5. April 2018 2 Wochen (insgesamt 3) | 3                                      | XXXTentacion                           | ?                                      | – |
| 6. April 2018 – 12. April 2018 1 Woche | 1                                      | The Weeknd                             | My Dear Melancholy,                    | – |
| 13. April 2018 – 26. April 2018 2 Wochen (insgesamt 9) | 9                                      | Hov1                                   | Gudarna på Västerbron                  | – |
| 27. April 2018 – 3. Mai 2018 1 Woche (insgesamt 11) | 11                                     | Avicii                                 | AVĪCI (01)                             | Nach dem Tod des Künstlers stieg die EP von Platz 10 erneut auf 1. Die Plätze 2 und 3 belegten seine beiden Studioalben.                                                       |
| 4. Mai 2018 – 31. Mai 2018 4 Wochen | 4                                      | Post Malone                            | Beerbongs & Bentleys                   | – |
| 1. Juni 2018 – 7. Juni 2018 1 Woche | 1                                      | Graveyard                              | Peace                                  | – |
| 8. Juni 2018 – 14. Juni 2018 1 Woche | 1                                      | Ghost                                  | Prequelle                              | Für die Metal-Band ist Prequelle bereits das dritte Nummer-eins-Album in Folge.                                                                                                |
| 15. Juni 2018 – 28. Juni 2018 2 Wochen (insgesamt 9) | 9                                      | Hov1                                   | Gudarna på Västerbron                  | – |
| 29. Juni 2018 – 5. Juli 2018 1 Woche (insgesamt 3) | 3                                      | XXXTentacion                           | ?                                      | – |
| 6. Juli 2018 – 19. Juli 2018 2 Wochen | 2                                      | Lasse Stefanz                          | Forever                                | – |
| 20. Juli 2018 – 26. Juli 2018 1 Woche | 1                                      | Drake                                  | Scorpion                               | – |
| 27. Juli 2018 – 9. August 2018 2 Wochen (insgesamt 9) | 9                                      | Hov1                                   | Gudarna på Västerbron                  | – |
| 10. August 2018 – 16. August 2018 1 Woche | 1                                      | Travis Scott                           | Astroworld                             | – |
| 17. August 2018 – 23. August 2018 1 Woche (insgesamt 9) | 9                                      | Hov1                                   | Gudarna på Västerbron                  | – |
| 24. August 2018 – 30. August 2018 1 Woche | 1                                      | Ariana Grande                          | Sweetener                              | – |
| 31. August 2018 – 6. September 2018 1 Woche (insgesamt 9) | 9                                      | Hov1                                   | Gudarna på Västerbron                  | – |
| 7. September 2018 – 4. Oktober 2018 4 Wochen | 4                                      | Eminem                                 | Kamikaze                               | – |
| 5. Oktober 2018 – 25. Oktober 2018 3 Wochen | 3                                      | Benjamin Ingrosso                      | Identification                         | – |
| 26. Oktober 2018 – 1. November 2018 1 Woche (insgesamt 9) | 9                                      | Hov1                                   | Gudarna på Västerbron                  | – |
| 2. November 2018 – 15. November 2018 2 Wochen | 2                                      | Robyn                                  | Honey                                  | – |
| 16. November 2018 – 22. November 2018 1 Woche | 1                                      | The Beatles                            | The Beatles                            | – |
| 23. November 2018 – 29. November 2018 1 Woche | 1                                      | Mumford & Sons                         | Delta                                  | – |
| 30. November 2018 – 13. Dezember 2018 2 Wochen (insgesamt 3) | 3                                      | Z.E                                    | Sverige vet                            | – |
| 14. Dezember 2018 – 20. Dezember 2018 1 Woche | 1                                      | XXXTentacion                           | Skins                                  | – |
| 21. Dezember 2018 – 27. Dezember 2018 1 Woche | 1                                      | Håkan Hellström                        | Illusioner                             | – |
| 28. Dezember 2018 – 3. Januar 2019 1 Woche (insgesamt 6) | 6                                      | Michael Bublé                          | Christmas                              | 2011 stand das Album erstmals auf Platz 1 und war danach jedes Jahr im Dezember wieder in den Top 10. In diesem Jahr fügt der Kanadier eine weitere Woche an der Spitze hinzu. |

## Jahreshitparaden
| ← 2017 ← | Liste der Nummer-eins-Hits in Schweden | Liste der Nummer-eins-Hits in Schweden | Liste der Nummer-eins-Hits in Schweden | 2019 →   |
| \| Singles \| Position# \| Alben \| \| ----------------------------------------------------------------------------------------------------------------------------------------------------------------------------------------------------- \| --------- \| -------------------------------- \| \| Without You Avicii feat. Sandro Cavazza Carl Falk, Salem Al Fakir, Tim Bergling, Vincent Pontare, Dhani Lennevald, Alessandro Cavazza \| 1 \| Gudarna på Västerbron Hov1 \| \| These Days Rudimental feat. Jess Glynne, Macklemore & Dan Caplen Amir Amor, Kesi Dryden, Piers Aggett, Leon "DJ Locksmith" Rolle, Daniel Caplen, Jamie Scott, Julian Bunetta, John Ryan, Ben Haggerty \| 2 \| Avīci (01) Avicii \| \| Perfect Duet Ed Sheeran & Beyoncé Ed Sheeran, Beyoncé \| 3 \| Beerbongs & Bentleys Post Malone \| \| Hon dansar vidare i livet Hov1 Dante Lindhe, Noel Flike, Ludwig Kronstrand \| 4 \| ÷ Ed Sheeran \| \| God’s Plan Drake Aubrey Graham, Ronald LaTour, Daveon Jackson, Matthew Samuels, Noah Shebib \| 5 \| Hov1 \| \| Mer för varandra Norlie & KKV & Estrad Amr Badr, Sandro Cavazza, Sonny Fahlberg, Felix Flygare Floderer, Carl Silvergran, Kim Vadenhag, Louise Lennartsson \| 6 \| ? XXXTentacion \| \| Remind Me to Forget Kygo feat. Miguel David Phelan, Alex Oriet, Phil Plested \| 7 \| 17 XXXTentacion \| \| Rockstar Post Malone feat. 21 Savage Austin Post, Shayaa Abraham-Joseph, Louis Bell, Olufunmibi Awoshiley \| 8 \| Större Molly Sandén \| \| Better Now Post Malone , Louis Bell, Frank Dukes, Billy Walsh \| 9 \| Evolve Imagine Dragons \| \| Solo Clean Bandit feat. Demi Lovato Grace Chatto, Jack Patterson, Camille Purcell, Fred Gibson \| 10 \| Stories Avicii \| |                                        |                                        |                                        |          |
| ← 2017 |                                        |                                        |                                        | → 2019 → |
| Singles | Position#                              | Alben                                  |                                        |          |
| Without You Avicii feat. Sandro Cavazza Carl Falk, Salem Al Fakir, Tim Bergling, Vincent Pontare, Dhani Lennevald, Alessandro Cavazza | 1                                      | Gudarna på Västerbron Hov1             |                                        |          |
| These Days Rudimental feat. Jess Glynne, Macklemore & Dan Caplen Amir Amor, Kesi Dryden, Piers Aggett, Leon "DJ Locksmith" Rolle, Daniel Caplen, Jamie Scott, Julian Bunetta, John Ryan, Ben Haggerty | 2                                      | Avīci (01) Avicii                      |                                        |          |
| Perfect Duet Ed Sheeran & Beyoncé Ed Sheeran, Beyoncé | 3                                      | Beerbongs & Bentleys Post Malone       |                                        |          |
| Hon dansar vidare i livet Hov1 Dante Lindhe, Noel Flike, Ludwig Kronstrand | 4                                      | ÷ Ed Sheeran                           |                                        |          |
| God’s Plan Drake Aubrey Graham, Ronald LaTour, Daveon Jackson, Matthew Samuels, Noah Shebib | 5                                      | Hov1                                   |                                        |          |
| Mer för varandra Norlie & KKV & Estrad Amr Badr, Sandro Cavazza, Sonny Fahlberg, Felix Flygare Floderer, Carl Silvergran, Kim Vadenhag, Louise Lennartsson | 6                                      | ? XXXTentacion                         |                                        |          |
| Remind Me to Forget Kygo feat. Miguel David Phelan, Alex Oriet, Phil Plested | 7                                      | 17 XXXTentacion                        |                                        |          |
| Rockstar Post Malone feat. 21 Savage Austin Post, Shayaa Abraham-Joseph, Louis Bell, Olufunmibi Awoshiley | 8                                      | Större Molly Sandén                    |                                        |          |
| Better Now Post Malone , Louis Bell, Frank Dukes, Billy Walsh | 9                                      | Evolve Imagine Dragons                 |                                        |          |
| Solo Clean Bandit feat. Demi Lovato Grace Chatto, Jack Patterson, Camille Purcell, Fred Gibson | 10                                     | Stories Avicii                         |                                        |          |